# James Macpherson

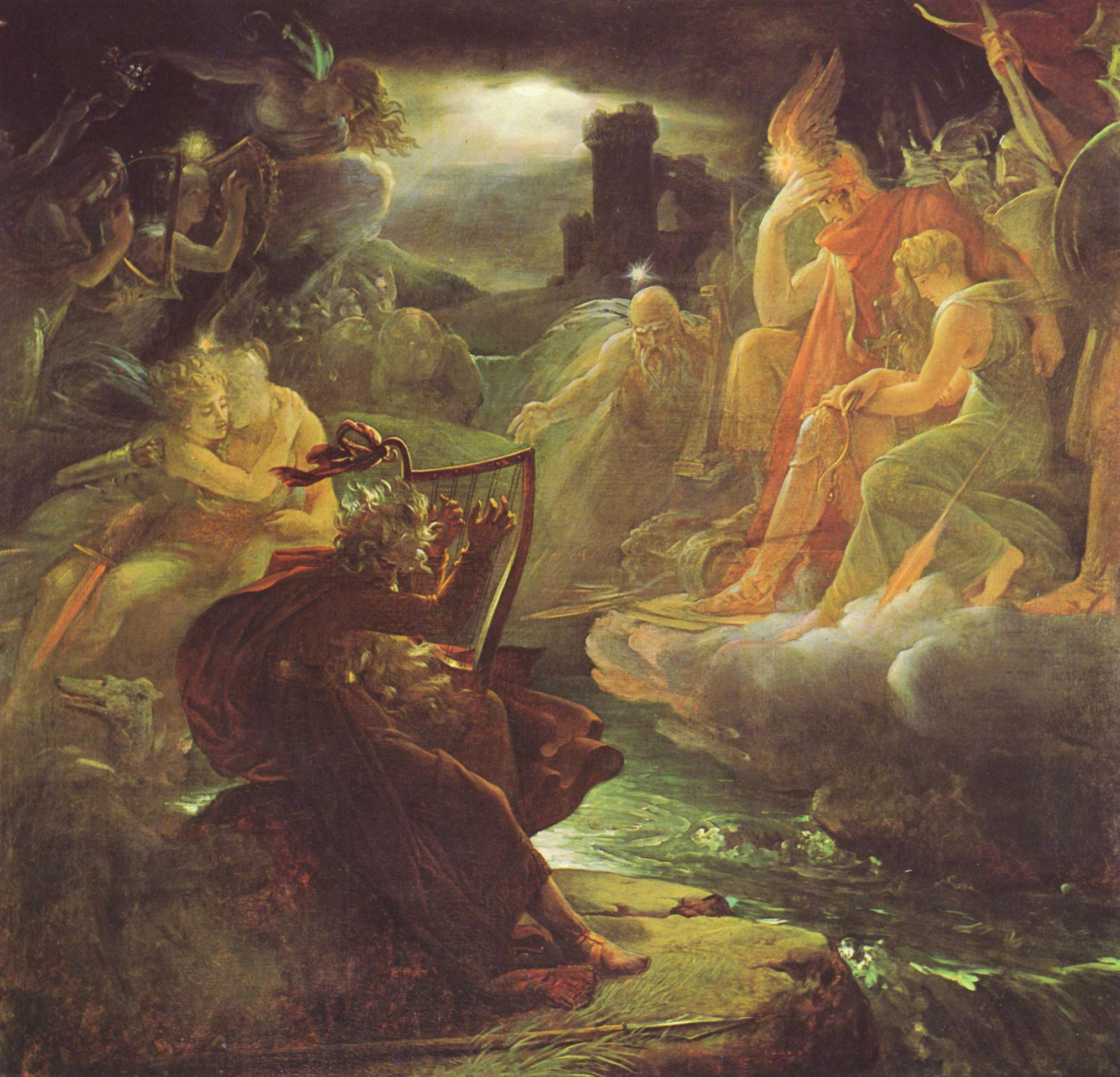
Ossian pintado por François Pascal Simon Gérard.

James Macpherson (Ruthven, parroquia de Kingussie, Inverness, 27 de octubre de 1736-Belville in Badenoch, 17 de febrero de 1796), más conocido por su heterónimo Ossián, fue un poeta escocés del Prerromanticismo, uno de los llamados poetas de cementerio.

## Biografía
En 1753, Macpherson empezó a cursar estudios superiores en el Kings's College de la Universidad de Aberdeen y más tarde en Edimburgo, sin llegar a obtener ningún grado. En el año 1760 se inició como escritor con Fragments of Ancient Poetry collected in the Highlands of Scotland (Fragmentos de antigua poesía recogida en las Tierras Altas de Escocia), que decía haber traducido del gaélico; ese mismo año obtuvo más manuscritos y en 1761 afirmó haber encontrado un poema épico sobre el rey Fingal escrito por el bardo céltico Ossian, que publicó con el título Fingal en ese mismo año; después publicó Temora (1763), otra presunta traducción, y por fin la edición de la colección completa de esos supuestos manuscritos, The Works of Ossian (Las obras de Ossian), en 1765. Se creía que estos libros eran traducciones de poemas escritos por el bardo gaélico del siglo III Ossián (léase Oisín), recopilados por Macpherson; sin embargo, varios elementos estilísticos, históricos y lingüísticos causaron controversia entre los medievalistas, algunos de los cuales acusaron a Macpherson de falsario y de no querer mostrar sus manuscritos originales, lo que en efecto nunca hizo. La cuestión se contaminó con ribetes políticos cuando los irlandeses entendieron que se intentaba asimilar su propia tradición cultural y nacionalizarla como escocesa. La polémica quedó más o menos definida cuando el doctor Samuel Johnson dictaminó que los poemas de Ossián eran en realidad una mixtificación de Macpherson: composiciones medievales unidas por textos propios originales compuestos ad hoc. Pero la polémica continuó hasta principios del siglo XIX, con discusiones sobre si los poemas se basaban en fuentes irlandesas, en fuentes escritas en inglés, en fragmentos gaélicos refundidos en el texto de Macpherson como concluyó Samuel Johnson o en tradiciones orales en gaélico escocés como afirmaba Macpherson. Los estudios modernos tienden a creer que Macpherson había recogido realmente baladas gaélicas de Ossián, pero las adaptó a la sensibilidad contemporánea alterando el carácter y las ideas originales e introduciendo mucho material propio. Muchos opinan que la cuestión de la autenticidad no debería ocultar el mérito artístico intrínseco y el significado cultural de los poemas.
El prestigio de Ossián fue enorme para los románticos europeos, quienes, como ya se ha dicho, lo tuvieron por una especie de Homero medieval, y sus versos fueron una de las lecturas favoritas del escritor romántico escocés Walter Scott, de los autores del Sturm und Drang Goethe (cuya traducción de una parte de las obras de Macpherson aparece en una escena importante de Las penas del joven Werther) y Johann Gottfried Herder (que escribió un ensayo titulado Extracto de una correspondencia sobre Ossian y las canciones de antiguas gentes), de lord Byron y del mismísimo Napoleón Bonaparte, al parecer un escritor frustrado. Osián sirvió también de inspiración al poeta español José de Espronceda en la composición de su poema épico Óscar y Malvina.
En 1764, Macpherson fue nombrado secretario del gobernador colonial de Pensacola (Florida) George Johnstone. Volvió a Gran Bretaña dos años más tarde y, a pesar de una querella legal con Johnstone, se le permitió conservar su sueldo en forma de pensión. Luego pasó a escribir varias obras históricas, la más importante de las cuales fue Original Papers, containing the Secret History of Great Britain from the Restoration to the Accession of the House of Hanover (1775), que lleva como prefacio Extracts from the Life of James II, escrito por el mismo monarca. Recibió un salario por defender la política de Lord North y obtuvo un lucrativo puesto como agente de Muhammad Alí, nabab de Arkat. Entró en la Cámara de los comunes en 1780 como diputado por Camelford y en este puesto se mantuvo el resto de su vida. En 1783 trabajó también para Sir Nathaniel Wraxall. Ya con una fortuna apreciable, se compró una finca, a la que dio el nombre Belville o Balavil, en su natal condado de Inverness, donde murió a la edad de cincuenta y nueve años. Sus restos fueron trasladados desde Escocia a la abadía de Westminster.

## Obras
- Fragments of Ancient Poetry collected in the Highlands of Scotland, (1760), ed. de Hugh Blair.
- Fingal, an Ancient Epic Poem in Six Books (1761).
- Temora (1763).
- The Works of Ossian (1765).
- Original Papers, containing the Secret History of Great Britain from the Restoration to the Accession of the House of Hanover (1775).

- Datos: Q312562
- Multimedia: James Macpherson / Q312562